# Крест Акции «Буря»
Памятный знак «Крест Акции «Буря» — памятная награда, учреждённая Союзом ветеранов Армии Крайовой.

## История
Памятный крест Акции «Буря» учрежден Союзом ветеранов Армии Крайовой в 1986 году.
Крест акции «Буря» относился к разряду памятных наград общественных и ветеранских организаций.
Предназначался для награждения ветеранов - бойцов Армии Крайовой и движения Сопротивления - участников так называемой акции «Буря».

## Описание знака
Крест акции «Буря» представляет собой посеребренный греческий крест с широкими плечами. На плечах креста параллельно осевым линиям на расстоянии 1,5 мм от краев сделаны углубления шириной 1,5 мм.
На лицевой стороне креста в центральной его части помещен пятиугольный щит, покрытый эмалью красного цвета. В центре щита помещено изображение коронованного орла, держащего в когтях щит амазонки - эмблема Польских Вооруженных сил, носимая на головном уборе. Щит обрамлен узким бортиком.
На плечах креста помещена надпись: «ARMIA – KRAJOWA» (по горизонтали) и «AKCJA – BURZA» (по вертикали).
В центре щита амазонки изображен «якорь», составленный из стилизованных букв «P» и «W» (Polska Walczaca), расположенных друг над другом - символ Армии Крайовой и польского движения Сопротивления.
На оборотной стороне креста на горизонтальных плечах проставлены даты: «1944 – 1945», разделенные «якорем». Периметр оборотной стороны креста тисненный. Ширина тиснения 2 мм.
Все надписи и изображения на кресте выпуклые рельефные.
Поверхность креста с лицевой и оборотной стороны гранулированная.
Размеры креста 41 x 41 мм. Основание 14 мм.
В верхней части креста имеется ушко с кольцом, с помощью которого он  крепится к ленте. Кольцо с лицевой стороны украшено орнаментом.

## Лента
Лента Креста акции «Буря» шелковая муаровая темно-зеленого цвета с двумя черными продольными полосками по бокам. Ширина ленты 37 мм, ширина черных полосок 7 мм каждая.